# إريك باغ
إريك باغ (بالألمانية: Erich Bagge)‏ (و. 1912 – 1996 م) هو فيزيائي من ألمانيا . ولد في نويشتات باي كوبورغ .
وكان عضواً في الحزب النازي .
توفي في كيل ، عن عمر يناهز 84 عاماً.

## روابط خارجية
- إريك باغ على موقع مونزينجر (الألمانية)